# Cryptochila pseudocclusa
Cryptochila pseudocclusa är en bladmossart som först beskrevs av Eliza Amy Hodgson, och fick sitt nu gällande namn av Rudolf Mathias Schuster. Cryptochila pseudocclusa ingår i släktet Cryptochila och familjen Jamesoniellaceae. Inga underarter finns listade i Catalogue of Life.